# دانشگاه کالدونیان گلاسگو
دانشگاه کالدونیان گلاسگو (به انگلیسی: Glasgow Caledonian University) دانشگاهی دولتی در شهر گلاسگو، اسکاتلند در شمال بریتانیا است. این دانشگاه در سال ۱۹۹۳، در پی ادغام دو مؤسسه به نام‌های «پلی‌تکنیک گلاسگو» و «کویینز کالج» بنیان گذارده شد.
تمرکز این دانشگاه، بیشتر بر روی رشته‌های پیراپزشکی، علوم انسانی، حقوق و بازرگانی است. این دانشگاه از نظر تعداد دانشجو، سومین دانشگاه بزرگ شهر گلاسگو است. این دانشگاه همچنین دارای توافقنامه تبادل دانشجو با دانشگاه‌ هایی در استرالیا، اسپانیا، ایالات متحده آمریکا، ایتالیا، فرانسه و کانادا است.
پردیس دانشگاه کالدونیان گلاسگو در بخش مرکزی شهر گلاسگو قرار دارد. این دانشگاه دارای دو شعبه در شهر لندن و شهر مسقط است.
حسن روحانی، رئیس سابق جمهوری اسلامی ایران، مدرک کارشناسی ارشد و دکترای خود را به ترتیب در رشته‌های حقوق عمومی و حقوق اساسی با سرپرستی سید حسن امین از این دانشگاه اخذ نموده‌است. پس از انتخاب حسن روحانی به عنوان رئیس یازدهمین دولت جمهوری اسلامی ایران، این دانشگاه در صفحه اول وبگاه رسمی خود، این پیروزی را به وی تبریک گفت.

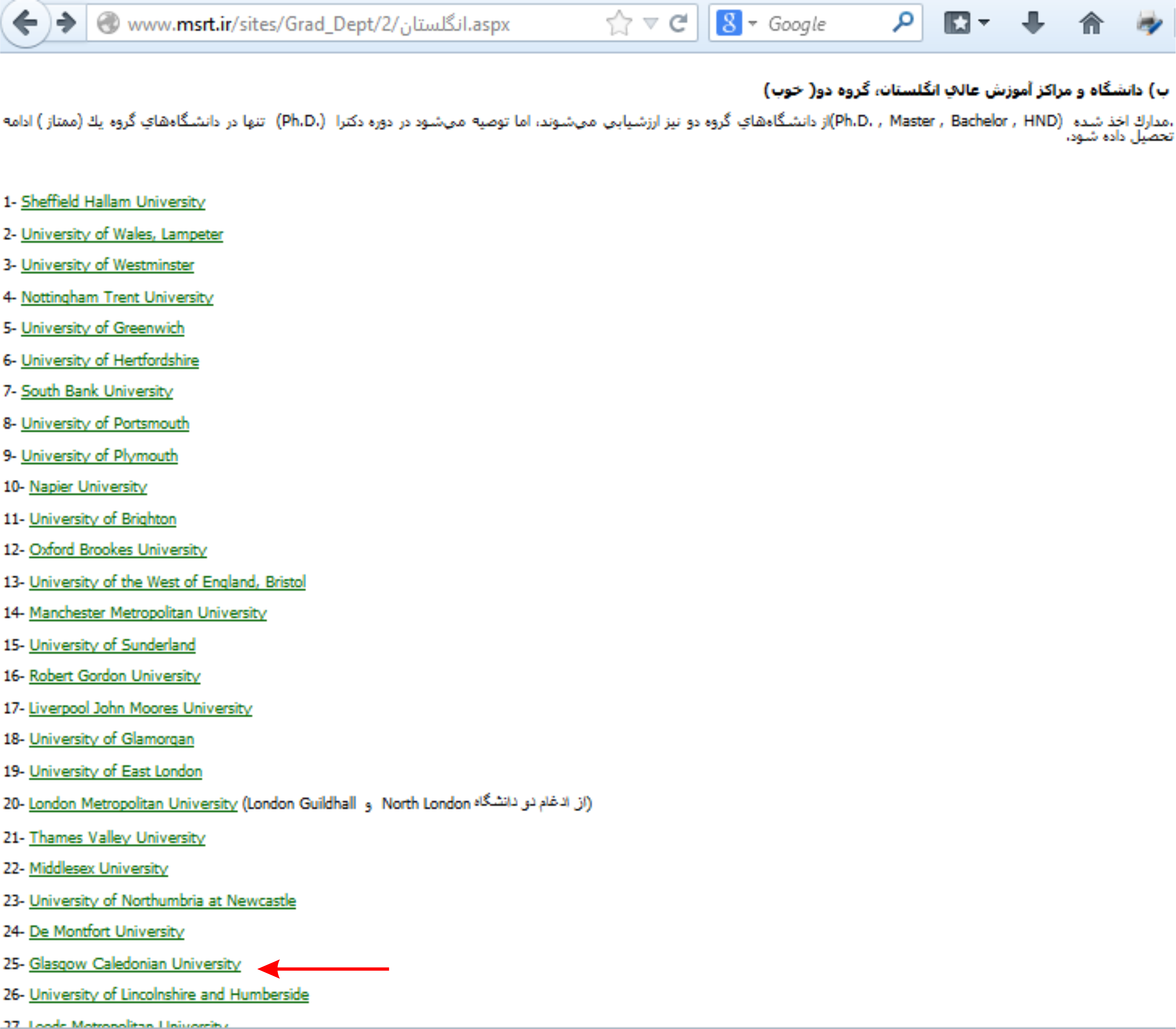
ذکر نام دانشگاه کالدونیان گلاسگو در دانشگاه‌های گروه ب از نظر وزارت علوم

## تاریخچه

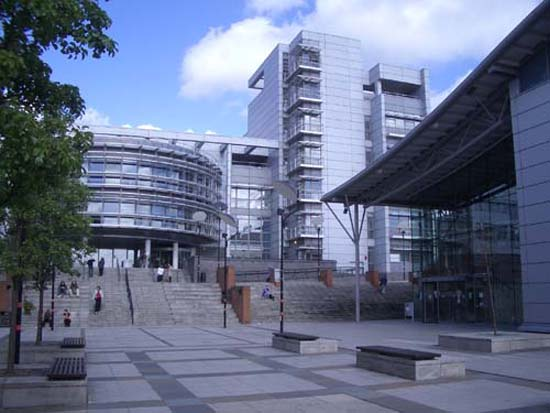
نمایی از پردیس دانشگاه کالدونیان گلاسگو در مرکز شهر گلاسگو

وزارت کشور اسکاتلند در سال ۱۹۹۲، با ادغام دو مؤسسه آموزش عالی گلاسگو پلی‌تکنیک (تأسیس در ۱۹۷۱) و کویینز کالج گلاسگو (تأسیس شده در ۱۸۷۵) موافقت نمود که به تأسیس دانشگاه کالدونیان گلاسگو انجامید. این دانشگاه در روز یکم آوریل سال ۱۹۹۳، با ۱۴۰ دانشجو در مقاطع کارشناسی، کارشناسی ارشد و دکترا در سطح ۳ دانشکده و ۲۲ بخش رسماً آغاز به کار کرد.
با انجام اصلاحاتی در ساختار آموزشی دانشگاه کالدونیان گلاسگو در سالهای ۲۰۰۲ و ۲۰۰۹، هفت دانشکده زیر در دانشگاه ایجاد شدند؛ این نظام آموزشی تا به امروز پابرجا است:
- دانشکده مهندسی و محیط شهری
- دانشکده بازرگانی
- دانشکده حقوق و علوم اجتماعی
- دانشکده بهداشت که شامل بخش های پرستاری، مامایی، بهداشت منطقه‌ای، کاردرمانی، فیزیوتراپی، پودیاتری، پرتونگاری و مددکاری اجتماعی است.
- دانشکده مهندسی و کامپیوتر
- دانشکده علوم زیستی، که دارای سه بخش زیست‌شناسی، تحقیقات پزشکی و روان‌شناسی است.

## چهره‌های سرشناس
- گوردون براون، نخست‌وزیر سابق بریتانیا: استاد رشته علوم سیاسی (۱۹۷۶-۱۹۸۰)
- پت نوین، بازیکن سابق تیم ملی فوتبال اسکاتلند، باشگاه فوتبال چلسی و باشگاه اورتون
- حسن روحانی، سیاستمدار ایرانی و رئیس‌ جمهوری اسلامی ایران (۱۳۹۲-۱۴۰۰)، رئیس پیشین تیم مذاکره‌کننده هسته‌ای ایران؛ فارغ‌التحصیل کارشناسی ارشد و دکترا (۱۹۹۹)
- آنا سلوان، دارنده مدال برنز کرلینگ در المپیک زمستانی ۲۰۱۴
- لارا برتلت، دارنده مدال برنز هاکی در المپیک ۲۰۱۲
- کوین بربجز، بازیگر کمدی
- نیل باچنن، مجری تلویزیونی
- یان دیری، مدرس روان‌شناسی تفاوت‌های فردی در دانشگاه ادینبرو
- مایکل کیتینگ، سیاستمدار اسکاتلندی
- اندی کر، سیاستمدار اسکاتلندی عضو حزب کارگر (بریتانیا)
- گری لویس، بازیگر نامزد جایزه بفتا
- رونا مارتین، دارنده مدال طلای کرلینگ در المپیک زمستانی ۲۰۰۲
- درو مک‌اینتایر، کشتی‌گیر اسکاتلندی
- لیام مک لیاد، روزنامه‌نگار ورزشی
- یونیس الومید، مدل انگلیسی
- کریس پندرگست، بازیکن فوتبال
- گرگور ویرنت، وزیر کشور اسلوونی
- لنا ویلسون، مدیر اجرایی یک مؤسسه دولتی اسکاتلندی
- سین مایکل، ویلسون نویسنده کتاب کمدی[۶]

## رده‌بندی
دانشگاه کالدونیان گلاسگو در بین ۱۵۰۰ دانشگاه برتر جهان و ۱۰۰ دانشگاه برتر بریتانیا قرار دارد. این دانشگاه جزو معدود دانشگاه‌های مدرن بریتانیا است که توانسته در در بین ۱۵۰ دانشگاه جدید در اروپا قرار گیرد.
دانشگاه کالدونیان گلاسگو تا سال ۱۳۹۱، به عنوان یکی از دانشگاه‌های خوب (گروه ب) بریتانیا در میان دانشگاه‌های مورد تأیید وزارت علوم، تحقیقات و فناوری قرار داشت و در فهرست بندی وزارت علوم، تحقیقات و فناوری در سال ۱۳۹۲، در رده دانشگاه‌های متوسط (گروه ج) قرار دارد. بر اساس نظام ارزشیابی مدارک تحصیلی، مدارک دکتری صادر شده از دانشگاه‌های متوسط، تنها در صورت انتشار دو مقاله مستخرج از پایان‌نامه دکتری که توسط مؤسسه اطلاعات علمی نمایه شده باشند و همچنین بررسی آن رساله توسط تیم متخصص داخلی، دارای اعتبار خواهد بود.
دانشگاه کالدونیان گلاسگو را نباید با دانشگاه گلاسگو (به انگلیسی: University of Glasgow) اشتباه گرفت که از نظر رتبه‌بندی «عمومی» در رده پنجم دانشگاه‌های بریتانیا و همچنین در جزو ۵۰ دانشگاه برتر جهان قرار دارد.